# Мажестозу

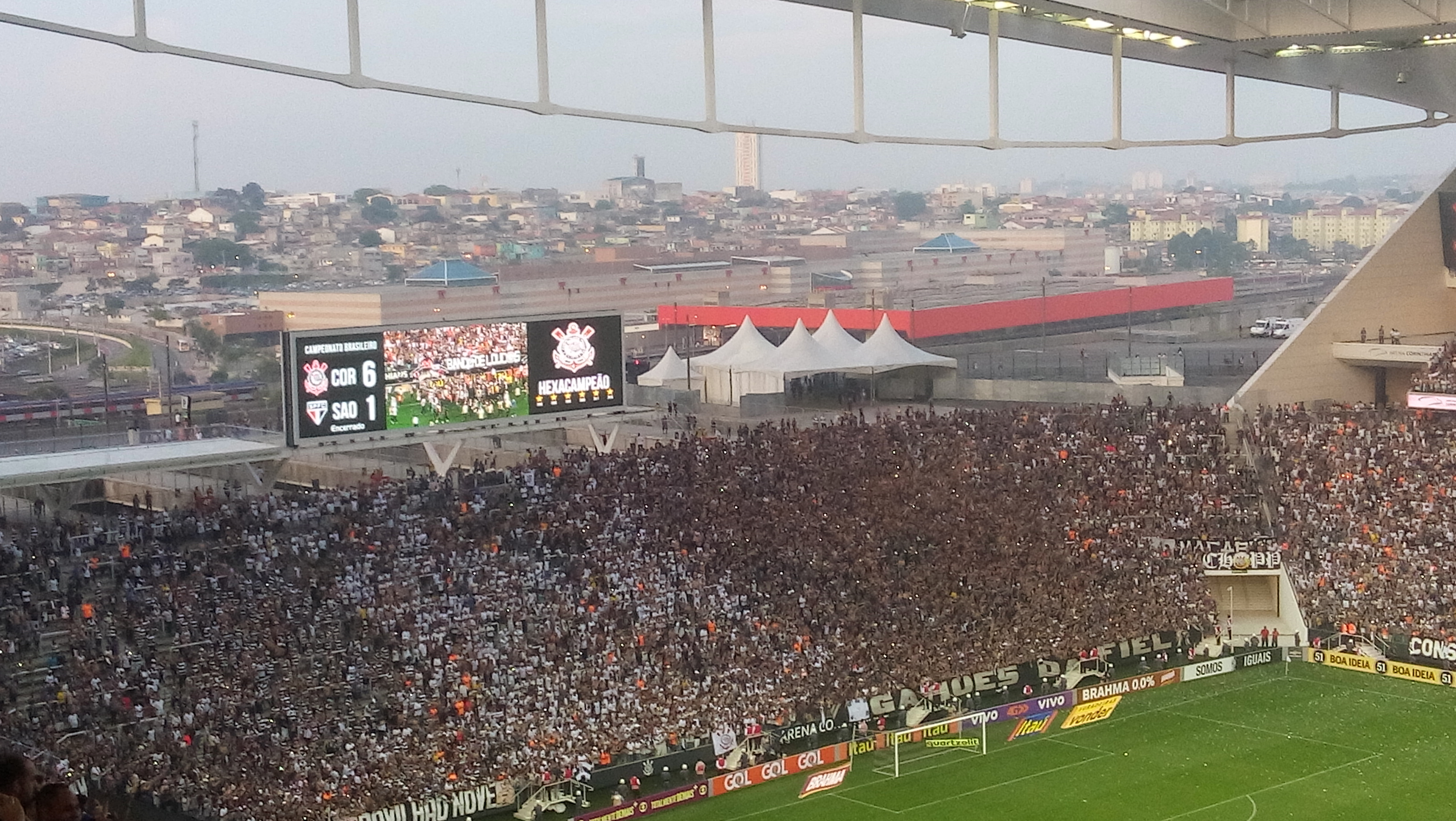
«Коринтианс» — «Сан-Паулу», 2015 год

Мажесто́зу (порт.-браз. Majestoso) — общепринятое название противостояния (класико) бразильских футбольных клубов «Коринтианс» и «Сан-Паулу». Оба клуба представляют город Сан-Паулу, административный центр одноимённого штата. Противостояние возникло в 1930 году, после образования ФК «Сан-Паулу». Термин придумал местный журналист итальянского происхождения Томмазо Маццони (1900—1970). В переводе с португальского «Мажестозу» означает «Величественное» противостояние.
Эти две команды вместе с «Палмейрасом» и «Сантосом» образуют традиционную большую четвёрку клубов штата Сан-Паулу. «Коринтианс» — второй по популярности клуб Бразилии после «Фламенго» и самый популярный в штате. «Сан-Паулу» занимает третье место в Бразилии по числу поклонников и второе место — в штате.

## История

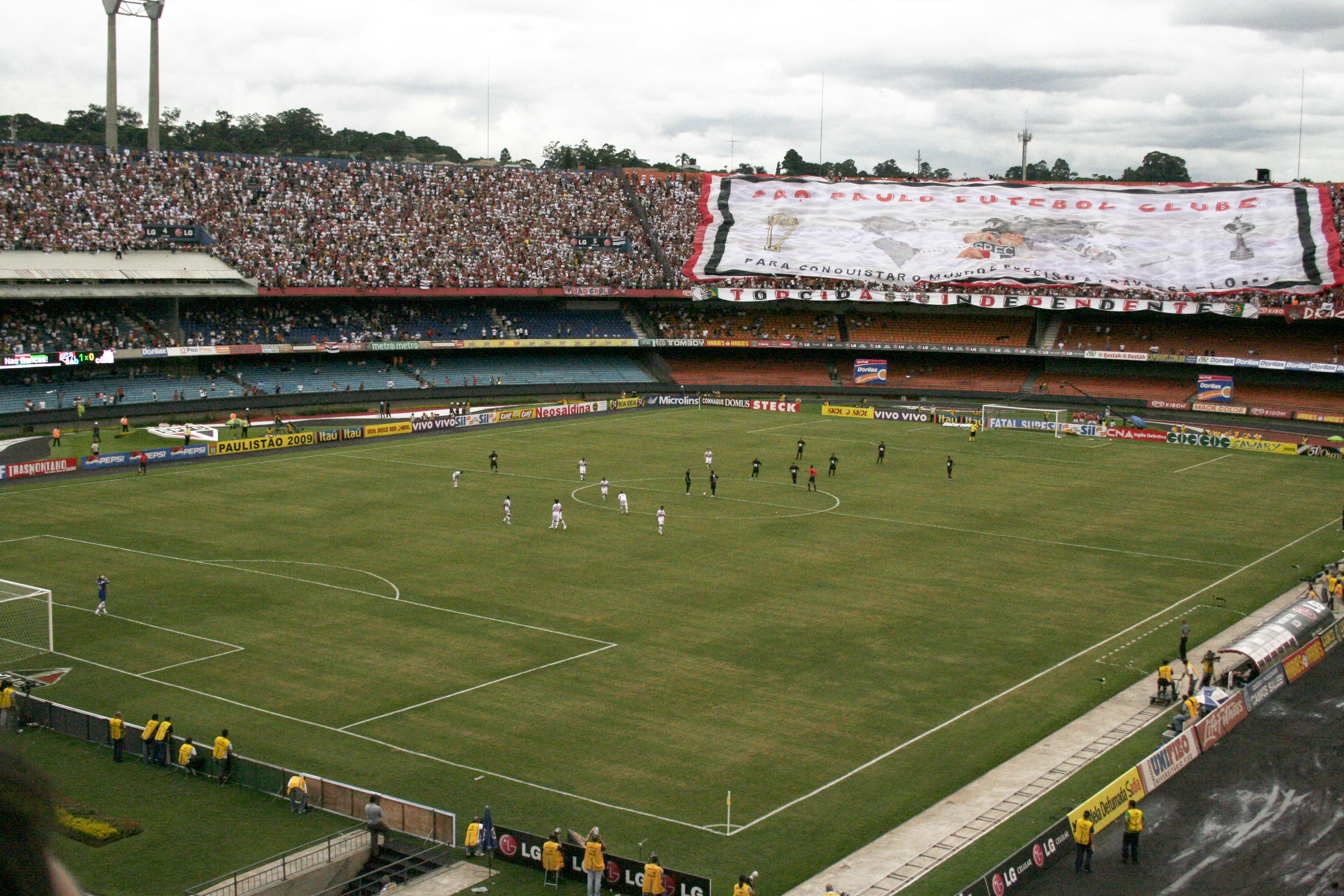
Мажестозу 2009 года на Морумби.

Поскольку существуют разночтения по поводу точной даты основания «Сан-Паулу» (в 1929 году был образован клуб «Сан-Паулу да Флореста», переименованный в 1935 году в ФК «Сан-Паулу»), есть разные версии того, когда состоялся первый матч «Мажестозу». Большая часть статистиков указывает игру 25 мая 1930 года, в которой «Коринтианс» обыграл «трёхцветных» со счётом 2:1. Некоторые же источники указывают первой игру от 6 сентября 1936 года, в которой «Коринтианс» также одержал верх со счётом 3:0.
Шесть раз на играх между «Коринтиансом» и «Сан-Паулу» присутствовало свыше 100 тыс. зрителей, ещё трижды на «Морумби» (который мог выступать и в качестве формально домашней арены для «Коринтианса» в решающих играх) собиралось более 90 тыс. человек. Рекордный показатель был зафиксирован 5 декабря 1982 года — 119 858 зрителей, из них 117 061 оплатили билеты.
Трижды футболисты «Коринтианса» громили своих соперников с разницей в пять мячей. Со счётом 6:1 они разгромили «Сан-Паулу» в рамках чемпионата Бразилии 22 ноября 2015 года, а также дважды обыгрывали соперников со счётом 5:0 — 10 марта 1996 года (Лига Паулиста) и 26 июня 2011 (бразильская Серия A). «Сан-Паулу» сумел разгромить «чёрно-белых» 10 сентября 1933 года со счётом 6:1 в рамках чемпионата штата. Игры, завершившиеся со счётом 6:1, являются также и самыми результативными в противостоянии. Лучшим бомбардиром «Мажестозу» является Телеко, забивший 24 гола в ворота «Сан-Паулу». Лучшим «гвардейцем» противостояния является Рожерио Сени, сыгравший за «Сан-Паулу» в 67 дерби против «Коринтианса» и пропустивший в них 95 голов.
«Сан-Паулу» — самый титулованный клуб Бразилии на международной арене — трёхкратный обладатель Кубка Либертадорес, двукратный обладатель Межконтинентального кубка, клубный чемпион мира 2005 года, обладатель Суперкубка Либертадорес, Южноамериканского кубка и Кубка КОНМЕБОЛ. «Коринтианс» долгое время не выигрывал турниров под эгидой КОНМЕБОЛ, имея в своём активе победу на Клубном чемпионате мира ФИФА 2000 года, где он участвовал в качестве чемпиона страны-организатора. В 2012 году «тимау» завоевали свой первый Кубок Либертадорес, добавив к нему вторую победу на Клубном чемпионате мира. На внутренней арене у команд паритет в бразильской Серии A (по шесть чемпионств), «Коринтианс» опережает «Сан-Паулу» по числу титулов Лиги Паулисты и в Кубке Бразилии.
С 1930 года по настоящее время команды встречались в различных соревнованиях 328 раз.
Последняя игра между соперниками состоялась 5 ноября 2016 года в рамках чемпионата Бразилии, и завершилась она домашней победой «Сан-Паулу» 4:0.

## Лучшие бомбардиры
Коринтианец Телеко является лидером среди бомбардиров класико, забив 24 гола. Второе место с 17 голами делят Балтазар и Клаудио Пиньо, которые также выступали в «Коринтиансе». Лучшим бомбардиром «Сан-Паулу» в Мажестозу является Сержиньо Шулапа, забивший 15 голов.

## Статистика
| Матч                   | И   | В   | Н   | П   | ГЗ  | ГП  |
| ---------------------- | --- | --- | --- | --- | --- | --- |
| Коринтианс — Сан-Паулу | 340 | 128 | 108 | 104 | 492 | 464 |